# Théophile Obenga

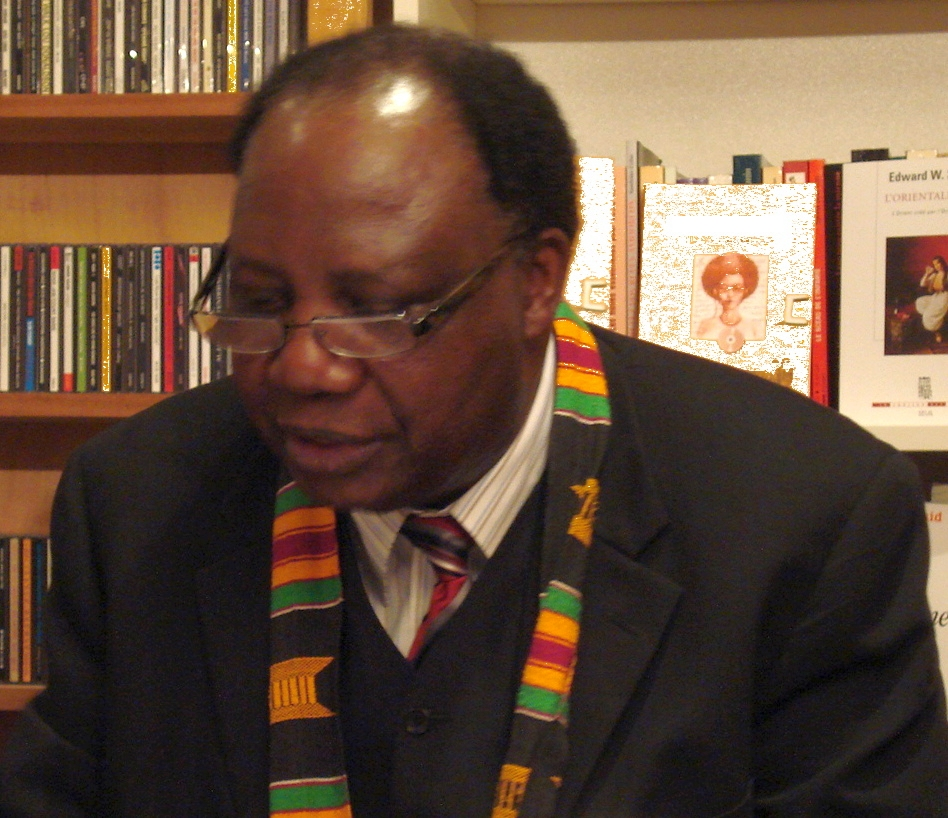
Théophile Obenga em uma fotografia de 2009

Théophile Obenga (nascido em 1936 na República do Congo) é professor emérito do Centro de Estudos Africanos da Universidade Estadual de São Francisco. Ele é um politicamente ativo defensor do pan-africanismo e um afrocentrista notório. Obenga é egiptólogo, linguista e historiador.

## Vida
Obenga nasceu em 1936 em Brazzaville, República do Congo.
Théophile Obenga estudou ao longo de sua trajetória acadêmica uma ampla variedade de assuntos e com uma ampla variedade de formações. Seus diplomas incluem:
- Mestrado em Filosofia (Universidade de Bordeaux, França)
- Mestre em educação (m. Ed.) (Universidade de Pittsburgh, EUA)
- Mestrado em História ( Universidade de Paris, Sorbonne)
- Estudos avançados em História, Linguística e Egiptologia (Universidade de Genebra, Suíça); em Pré-história (Institut de Paléontologie Humaine, Paris) e em Linguística, Filologia e Egiptologia (Universidade de Paris, Sorbonne e Collège de France)

Théophile Obenga é Ph.D. em Letras, Artes e Humanidades pela Universidade de Montpellier, na França. É membro da Associação Francesa de Egiptólogos (Société Française D'Egyptologie) e da Sociedade Africana de Cultura (Présence Africaine). Contribuiu para o programa da Organização das Nações Unidas para a Educação, a Ciência e a Cultura (UNESCO) para a elaboração da coleção História Geral de África e da História Científica e Cultural da Humanidade. Foi, até 1991, Diretor Geral do Centre International des Civilizations Bantu (CICIBA) em Libreville, Gabão. É diretor e editor chefe da revista Ankh. De 28 de janeiro a 3 de fevereiro de 1974, Obenga, Cheikh Anta Diop e vários professores do Egito e do Sudão foram representantes da África no simpósio da UNESCO no Cairo sobre "O povoamento do Antigo Egito e a decifração da escrita meroítica", onde se elaboraram vários dos ideias afrocentristas.

## Teorias linguísticas
Obenga, junto de Cheikh Anta Diop, participou do simpósio da UNESCO no Cairo de 1974, "O povoamento do antigo Egito e a decifração da escrita meroítica".   Corroborando à tese de origem africana do antigo Egito de Diop, Theophile Obenga concentrou-se nos aspéctos linguísticos da proposta.    Obenga criticou o método de Joseph Greenberg e procurou provar que a língua egípcia está geneticamente relacionada com línguas externas ao norte da África.    Obenga analisou semelhanças tipológicas na gramática, bem como examinou as formas das palavras do antigo egípcio e de inúmeras línguas africanas, como o wolof.    Ele considera que as semelhanças entre o idioma egípcio e as línguas que analisou são maiores do que as semelhanças entre as línguas semítica, berbere e egípcia, que Greenberg agrupou como as línguas afro-asiáticas, entendendo o idioma egípcio antigo como um tronco comum às línguas africanas.   
Desta forma, Obenga propõe três famílias linguísticas principais para o continente africano:   
- Berbere [5] [6] [7]
- Khoisan [5] [6] [7]
- Paleo Africano/Negro-Egípcio. [5] [6] [7]

Obenga desenvolveu o conceito de família de línguas paleo-africanas de Cheikh Anta Diop como negro-egípcia. Esta família é composta pelas seguintes famílias linguísticas:  
- Egípcio Antigo [5] <ref name="EENI">EENI Business School & HA University. «Théophile Obenga (Congolese Historian, Doctorate)». EENI Business School & HA University. EENI Business School & HA UniversityEENI Business School & HA University. "Théophile Obenga (Congolese Historian, Doctorate)". EENI Business School & HA University. EENI Business School & HA University.
- Chadico [5] [7]
- Copta [5] [7]
- Cushítico [5] [7]
- Níger-Cordofaniano [5] [7]
- Nilo-Saariano [5] [7]